# Volcom
Volcom Inc. è un'azienda di abbigliamento con sede a Costa Mesa in California. Fondata nel 1991 come Stone Boardwer da Richard "Wooly" Woolcott e Tucker "T-Dawg" Hall, si occupa di surf, skateboard e snowboard grazie all'esperienza maturata dai fondatori in tali sport. Il 29 giugno 2005 Volcom Inc. entra in borsa con azioni da 19 $ per un prezzo totale di 4,69 milioni, raggiungendo quota 89 milioni.
Nel maggio 2011 viene acquisita per 607,5 milioni di dollari dal gruppo Kering (PPR), già proprietario di Gucci e Puma.
Volcom è conosciuta per gli svariati usi grafici del suo logo, il Volcom Stone, e per il suo motto: "Youth Against Establishment". È anche promotrice della campagna "Let the Kids Ride Free". Volcom Inc. possiede inoltre l'etichetta discografica Volcom Entertainment.

## Team
Volcom sponsorizza surfisti, skater e snowboarder: